# Ђерболе (Торино)
Ђерболе је насеље у Италији у округу Торино, региону Пијемонт.
Према процени из 2011. у насељу је живело 5868 становника. Насеље се налази на надморској висини од 284 м.